# Mẫu định danh

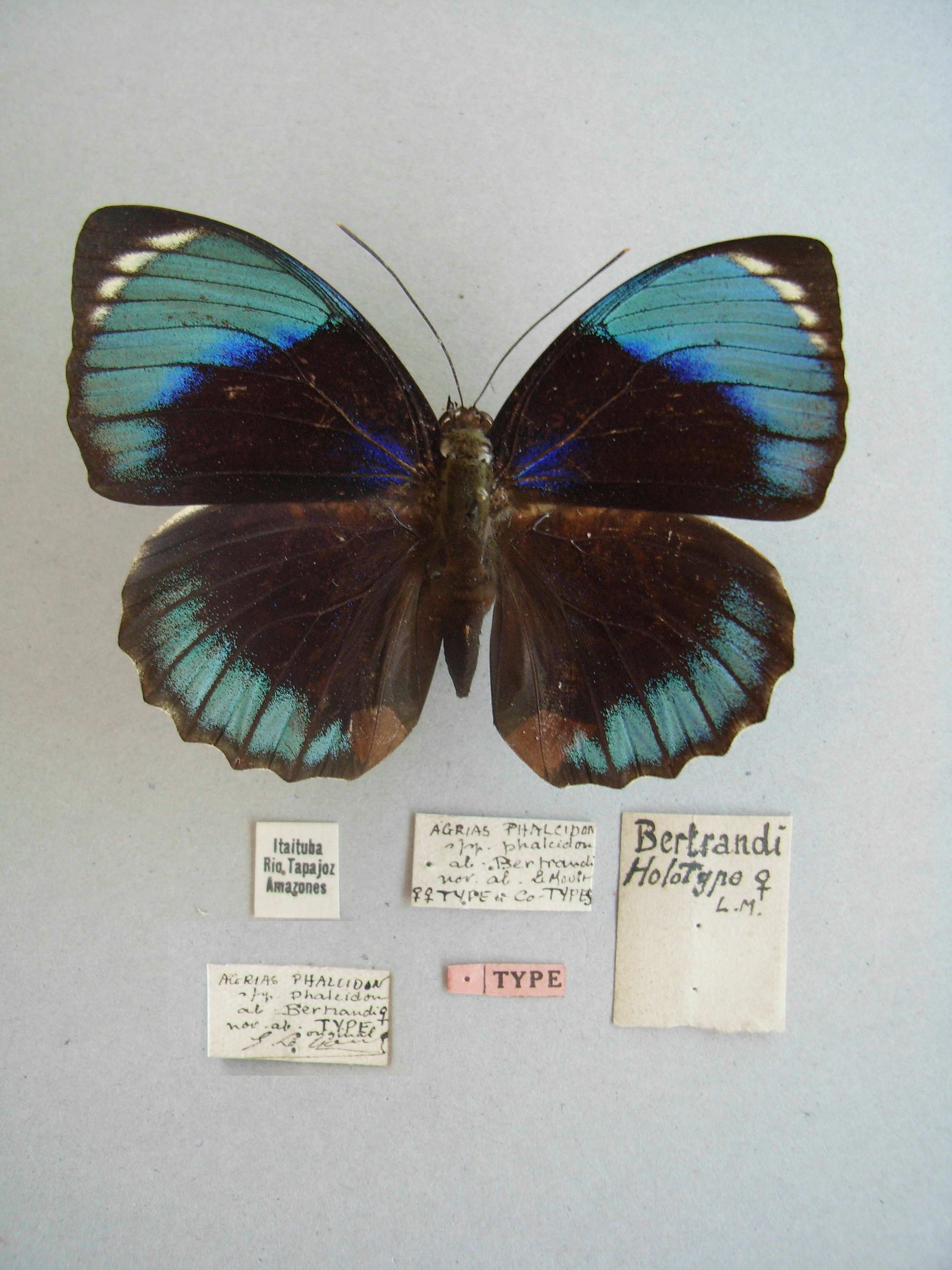
Một mẫu định danh với red type label affixed

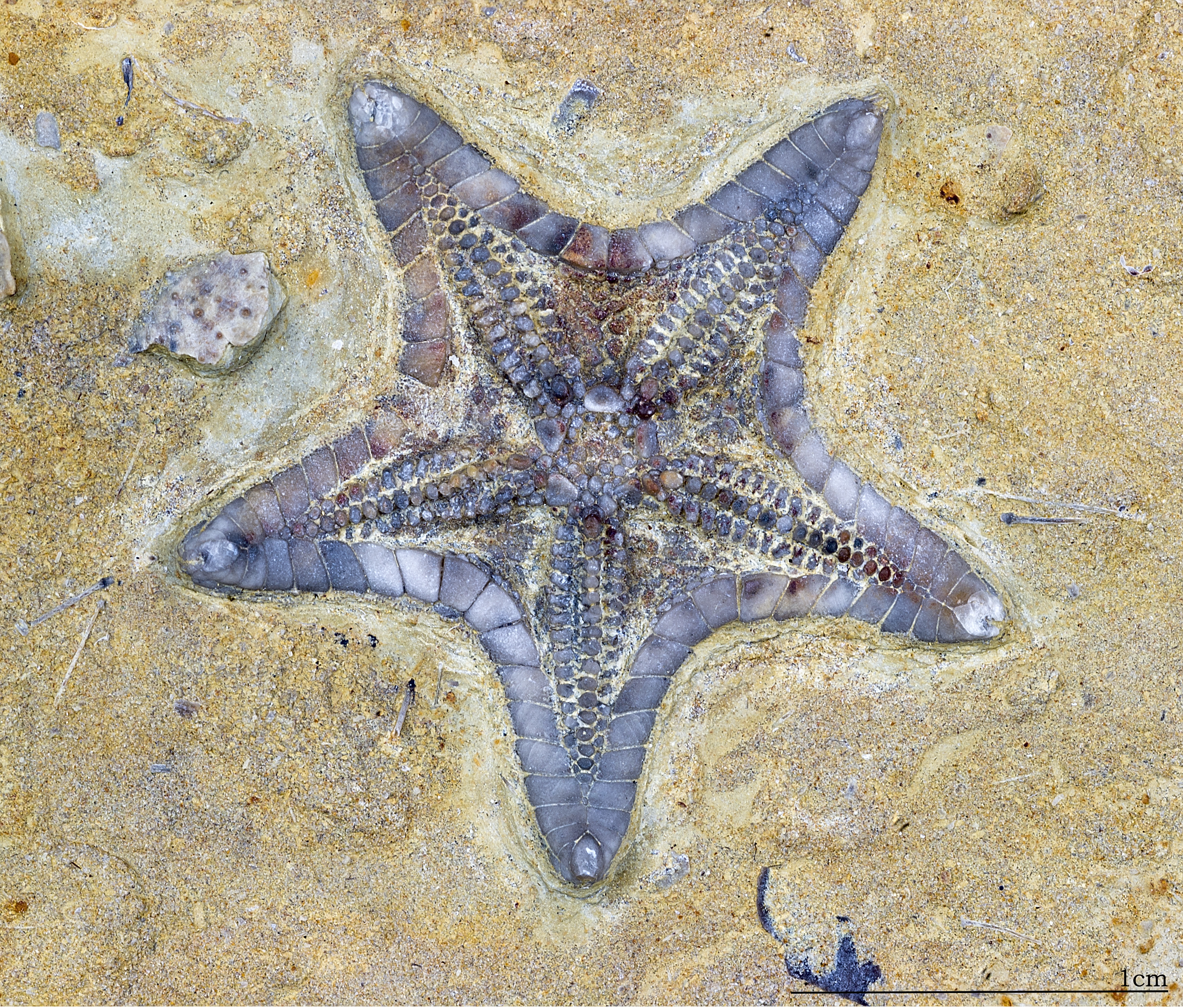
Mẫu định danh của Marocaster coronatus - MHNT

Mẫu định danh (holotype) là một mẫu sinh vật được dùng khi đơn vị phân loại đó được miêu tả chính thức. Mẫu định danh không nhất thiết phải 'điển hình', mặc dù nó nên như vậy. Đôi khi chỉ một phần của sinh vật cũng được lấy làm định danh, ví dụ như với các hóa thạch. Mẫu định danh Pelorosaurus (=Duriatitan) humerocristatus, một khủng long sống vào thời kỳ kỷ Jura, là một xương cẳng chân hiện được trưng bày tại Bảo tàng Lịch sử Tự nhiên, London. Dù mẫu vật tốt hơn được tìm thấy, mẫu định danh vẫn không bị thay đổi.